# Dasylobus laevigatus
Dasylobus laevigatus is een hooiwagen uit de familie echte hooiwagens (Phalangiidae).